# 5,45 × 39 mm
5,45 × 39 mm är en rysk karbinkaliber med effektiv räckvidd på cirka 400 meter avfyrad från en 41 centimeters pipa. Kulans design är jämförbar med 5,56 × 45 mm NATO i aspekter som balisticitet, rekylkraft, penetrationsförmåga i hårda material samt även skada i mjuk material och kostnad. Skada i mjuka material kan ses i Afghansk-sovjetiska kriget, där kulan kallades "giftig kula" av Mujaheddin. Numera har kulan inte utvecklats lika noggrant som alla tillverkare för 5,56x45mm NATO, vilket leder till att det finns kulor i 5.56 som presterar likt 5.45 i penetration och skada, dock inte båda egenskaperna samtidigt.
Kulan är känd genom användning av en rad ryska automatkarbiner såsom AK74, AN94, AEK971, A545, AK100-serien och den nyaste AK12. Den är standard i ryska armén och designad specifikt till AK74, efter att amerikanerna har adopterat 5,56 × 45 mm NATO under Vietnamkriget.